# Daphrose Gahakwa
Daphrose Mukankubito Gahakwa est une femme politique rwandaise qui a été ministre de l'Éducation de 2008 à 2009.

## Biographie
Daphrose Mukankubito Gahakwa a grandi en Ouganda. Elle est diplômée de l'Université Makerere en 1996 avec un baccalauréat ès sciences. Elle a ensuite obtenu une maîtrise ès sciences en sélection végétale en 1997 et un doctorat en 2001, tous deux obtenus à l'Université d'East Anglia en Angleterre.
En mars 2008, Gahakwa a été nommé ministre de l'Éducation à la suite d'un remaniement ministériel. Elle avait auparavant été ministre d'État à l'Agriculture. Gahakwa a été ministre de l'Éducation jusqu'en juillet 2009, date à laquelle elle a été remplacée par Charles Murigande.
Gahakwa a également été chancelier de l'Université nationale du Rwanda. En octobre 2020, elle a été détenue en prison pour contribuer à des enquêtes sur des allégations de corruption et de conflit d'intérêts survenues alors qu'elle était encore ministre du gouvernement.